# 강병일 (정치인)
강병일(姜柄一, 1964년 1월 25일 ~ )은 대한민국의 정치인이다. 제6·7·8대 경기도 부천시의원이다.

## 학력
- 고려대학교 사범대학 교육학과 학사 졸업
- 한국방송통신대학교 행정학과 학사 졸업

### 비학위 수료
- 고려대학교 교육대학원 교육학 석사 졸업

## 경력
- 부천남초등학교 총동문장학회 이사
- 고려대학교 부천교우회 이사
- (사)한국청소년운동연합 자문위원
- 제17대 대선 소사구 선대위원장
- 제18대·제19대 국회의원 선거 경기도 부천시 소사구 선대본부장
- 국회의원 김상희 보좌관
- 부천시 공직자윤리위원회 위원
- 부천시 장기발전자문위원회 위원
- 2010.07 ~ 2014.06 제6대 경기도 부천시의회 의원
- 2010.07 ~ 2012.07 제6대 경기도 부천시의회 전반기 건설교통위원회 위원
- 2010.07 ~ 2012.07 제6대 경기도 부천시의회 전반기 운영위원회 위원장
- 2011.05 ~ 2011.11 제6대 경기도 부천시의회 노인의료복지시설 특별위원회 위원
- 2011.05 ~ 2011.11 제6대 경기도 부천시의회 재가노인복지 행정사무조사 특별위원회 위원
- 2016.04 ~ 2018.06 제7대 경기도 부천시의회 의원
- 2016.07 ~ 2018.06 제7대 경기도 부천시의회 후반기 행정복지위원회 위원
- 2018.07 ~ 2022.06 제8대 경기도 부천시의회 의원
- 2018.07 ~ 2020.07 제8대 경기도 부천시의회 전반기 의회운영위원회 위원
- 2018.07 ~ 2020.07 제8대 경기도 부천시의회 전반기 행정복지위원회 위원
- 2018.07 ~ 2020.07 제8대 경기도 부천시의회 전반기 예산결산특별위원회 위원
- 2020.09 ~ 2022.06 제8대 경기도 부천시의회 후반기 의장

## 역대 선거 결과
|  | 26.13% |

|  | 23.70% |

|  | 39.86% |

|  | 44.12% |